# 예두아르트 우스펜스키

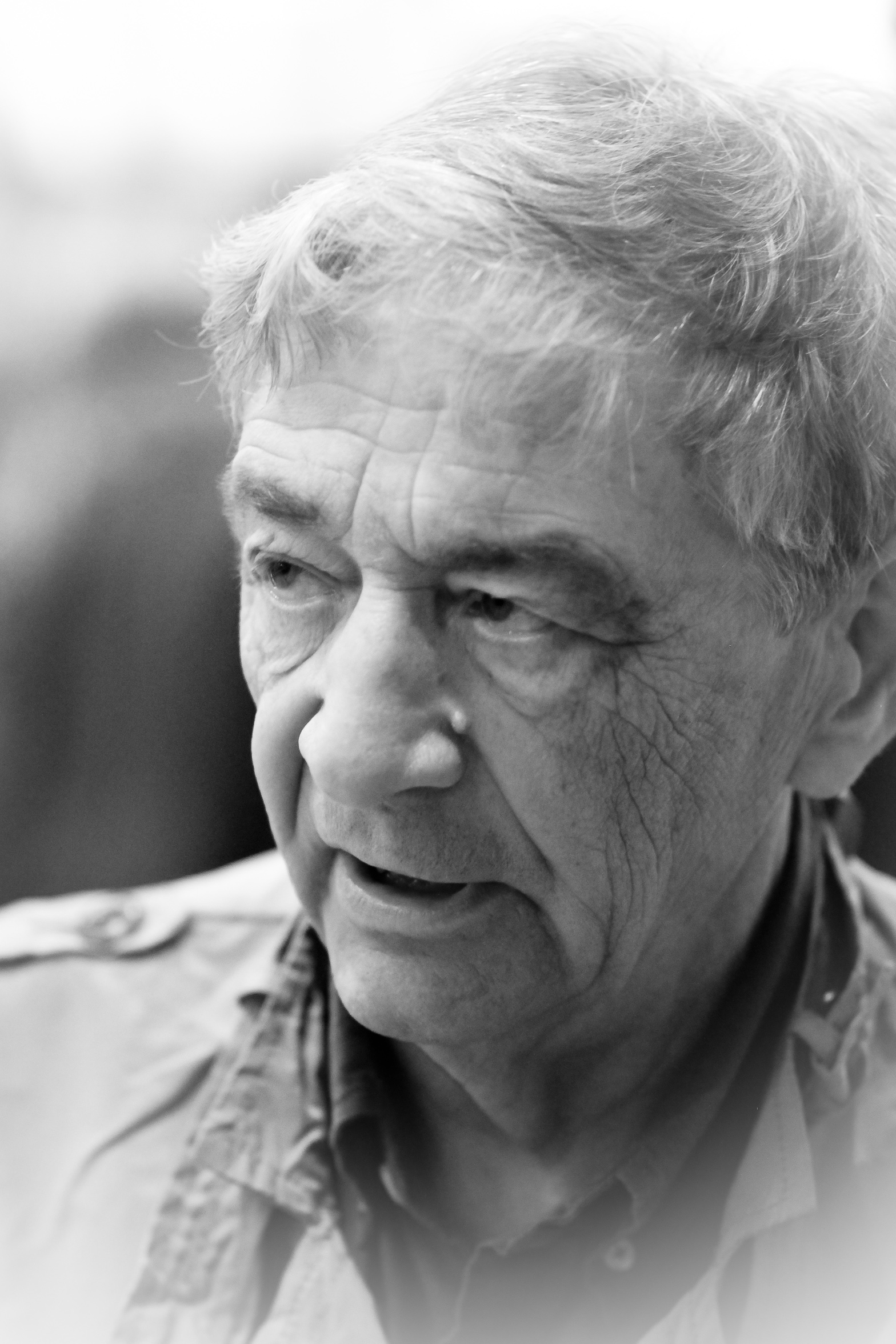
예두아르트 우스펜스키

예두아르트 니콜라예비치 우스펜스키(러시아어: Эдуард Николаевич Успенский, 1937년 12월 22일 ~ 2018년 8월 14일)는 러시아의 아동 문학가이다. 《체부라시카》 시리즈의 작가로 널리 알려져 있다.

## 생애
모스크바주 예고리옙스크에서 소련 공산당 중앙위원회 위원을 역임한 아버지와 기계 기술자로 일하던 어머니 사이에서 태어났다. 모스크바 항공 대학교를 졸업한 이후부터 애니메이션 각본가로 활동했다.
그의 문학 작품들은 아동 문학, 시, 소설 등 다양한 분야에 남아 있으며 1974년에는 자신의 첫 저서인 《표도르 아저씨와 개와 고양이》를 출간했다. 그 외에 여러 애니메이션 영화의 각본을 집필했고 어린이 텔레비전 프로그램 《어린이 여러분 안녕히 주무세요》 등과 같이 텔레비전, 라디오 프로그램의 제작에도 참여했다.
2010년에는 아동 문학의 걸출한 창조적 업적을 인정받아 아동 문학상인 코르네이 추콥스키상을 수상했다. 2018년 8월 14일 모스크바 교외의 자택에서 암으로 사망했다.